# مبنى شورمان

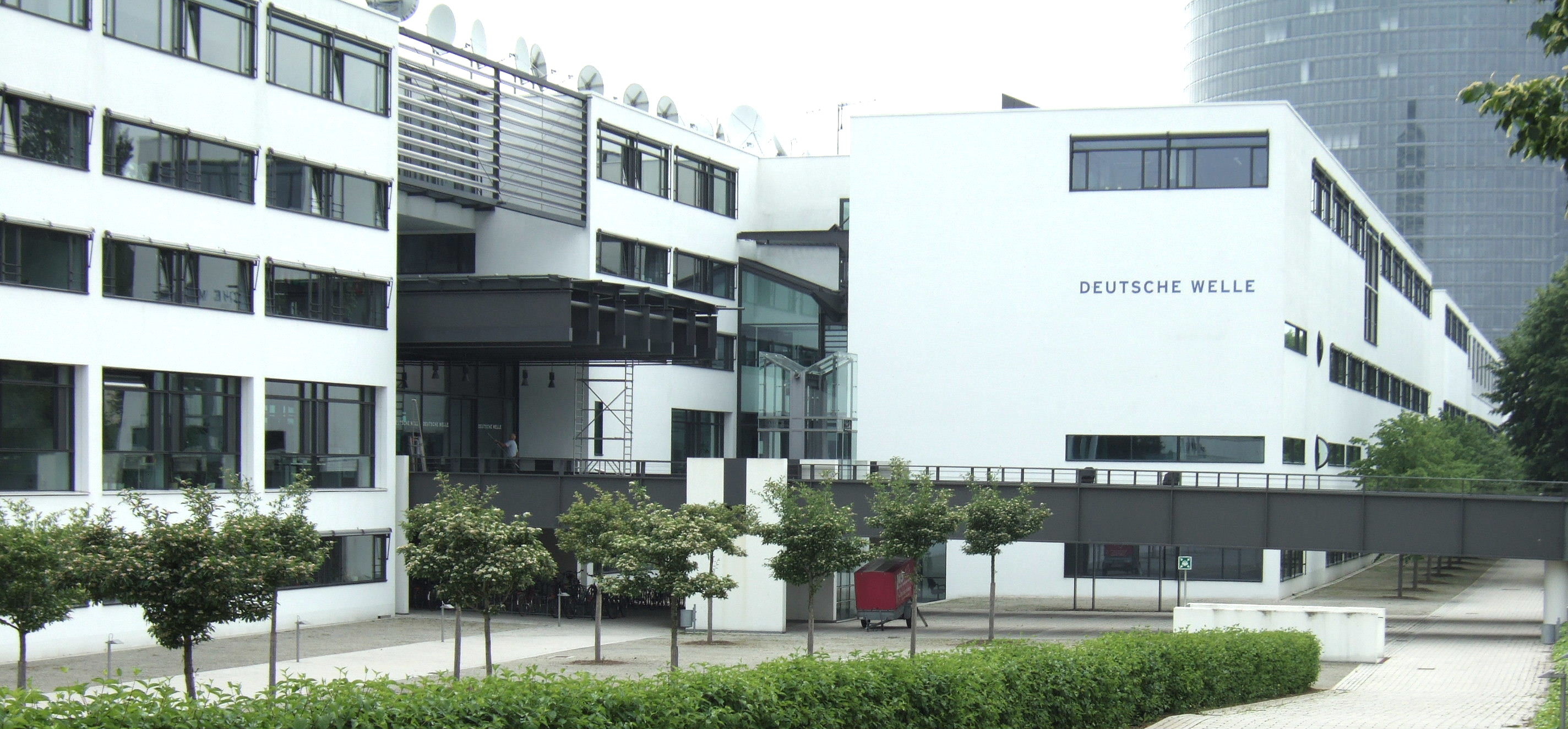
مبنى شورمان، في الخلف يظهر برج البريد

مبنى شورمان (بالألمانية: Schürmann-Bau) هو مبنى مكاتب في بون. سمي بهذا الاسم نسبة إلى المهندس المعماري الذي صممه يواخيم شورمان. أصبح هذا المبنى منذ عام 2003 مقراً لإذاعة صوت ألمانيا. في عام 1993 أصيب المبنى بأضرار كبيرة نتيجة لفيضان نهر الراين المحاذي للمبنى. يعتبر مبنى شورمان واحداً من أغلى البنايات في تاريخ ألمانيا ما بعد الحرب إذ أن تكلفته بلغت مبلغ 700 مليون يورو.

## تاريخ

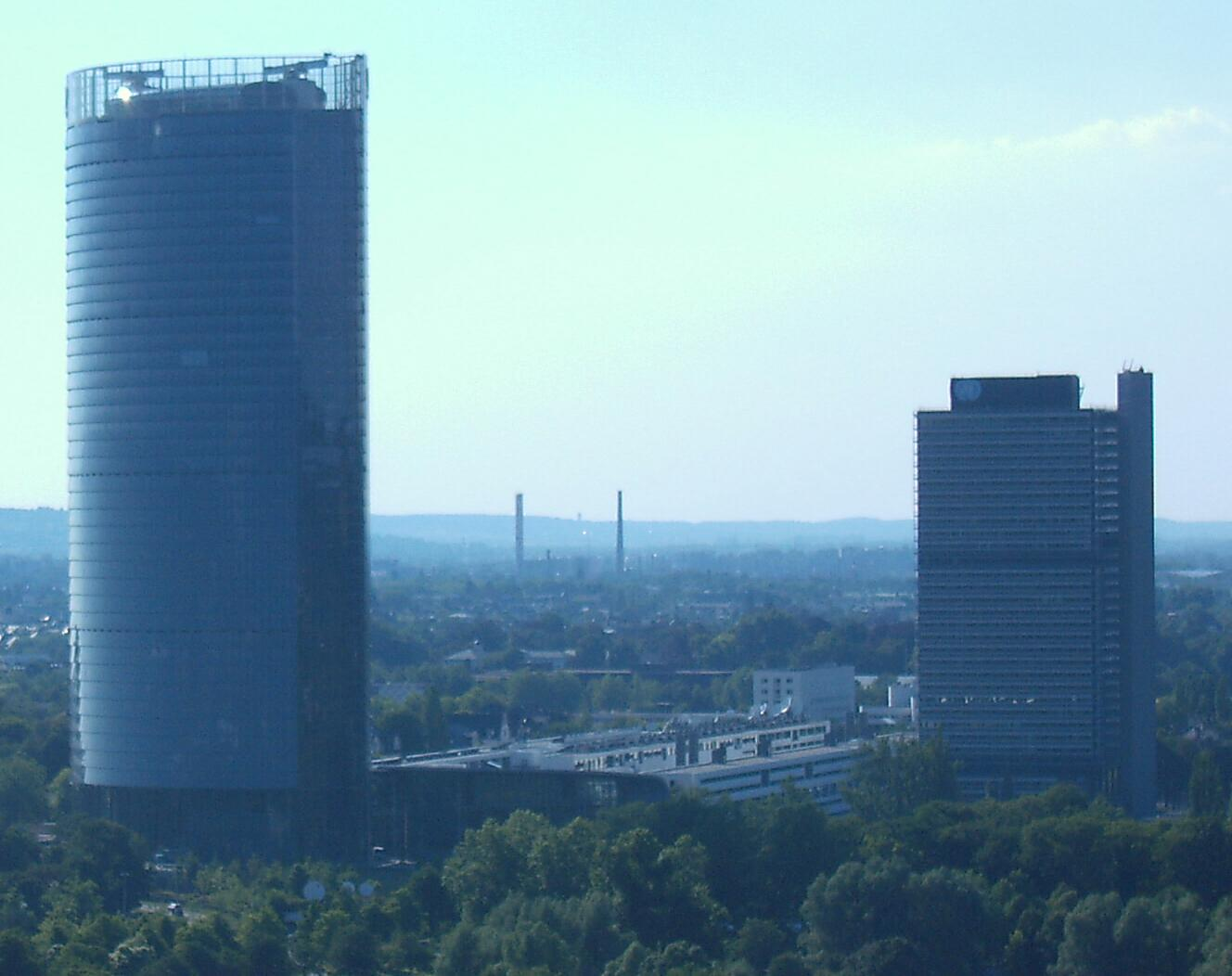
صورة جوية:مبنى شورمان بين برج البريد، ولانغر أوغن

في عام 1983 قرر البوندستاغ بناء هذا المبنى، وخصص مسابقة لهذا الغرض في واحدة من أكبر المسابقات المعمارية في تاريخ ألمانيا ما بعد الحرب، وفي الأخير فاز مكتب كولونيا للهندسة المعمارية شورمان. وفي عام 1989 بدأ البناء فيه على أن ينتهي منه عام 1995 كأقصى مدة.

### الفيضان
في شهر ديسمبر عام 1993 ارتفع منسوب مياه نهر الراين بشكل لم يسبق له مثيل في مدينة بون وتضرر نتيجة لذلك مبنى شورمان بشكل كبير وتوقف البناء إلى غاية يوليو عام 1997 أين تم اتخاذ القرار لإعادة ترميم الأجزاء المنهارة بسبب الفيضان لاستخدامه من طرف إذاعة صوت ألمانيا التي غادرت مقرها القديم في كولونيا بسبب وجود مادة الحرير الصخري. في يوليو عام 2000 تم الاحتفال لانتهاء بناءه، وفي يوليو 2002 سُلم بشكل رسمي.

### جائزة الهندسة المعمارية
في عام 2004 تحصل يواخيم شورمان على جائزة المباني الجيدة 2003 من الاتحاد الألماني للهندسة المعمارية نظراً لأعماله الجيدة.